# Hombres maravillosos y vulnerables
Hombres maravillosos y vulnerables es el primer libro de cuentos del escritor chileno Pablo Toro. Compuesto por siete relatos, fue publicado por la editorial La Calabaza del Diablo y presentado en la Feria Internacional del Libro de Santiago de 2010. Ganó el Premio Municipal de Literatura de Santiago 2011 en la categoría cuento.

## Temas e influencias
Según su autor, el libro muestra a «hombres derrotados que aún mantienen el sentido del humor». La obra ha sido destacada en la prensa por su uso de numerosas referencias a la cultura popular chilena y extranjera.
Toro ha declarado que el escritor estadounidense David Foster Wallace es «una influencia innegable» en su libro. El autor también ha citado como influencias a Jorge Luis Borges, Julio Cortázar, Juan Rodolfo Wilcock, Rodrigo Fresán, Irvine Welsh, Edgar Lee Masters, Chuck Palahniuk y Roberto Bolaño.

## Crítica
La crítica Patricia Espinosa señaló que «la escritura de Toro derrocha acidez, rudeza y odiosidad». Asimismo, dijo que el autor «ha escrito un libro que contiene más de un par de relatos buenos; eso, si se tiene en cuenta que Hombres maravillosos y vulnerables es su primer libro, y dadas las condiciones actuales de la narrativa chilena, es algo casi heroico».